# لوكونت دي ليسلي
لوكونت دي ليسلي (بالفرنسية: Leconte de Lisle) (و. 1818 – 1894 م) هو شاعر، ومترجم، وكاتب، وأمين مكتبة، وناقد أدبي فرنسي، ولد في سن بول ريونيون، وكان عضوًا في أكاديمية اللغة الفرنسية (منذ 11 فبراير 1886)، توفي عن عمر يناهز 76 عاماً.

## التعليم
تعلم في جامعة رين.

## جوائز
حصل على جوائز منها:
- نيشان جوقة الشرف من رتبة ضابط
- جائزة جان رينو  [لغات أخرى]‏.

## روابط خارجية
- لوكونت دي ليسلي على موقع الموسوعة البريطانية (الإنجليزية)
- لوكونت دي ليسلي على موقع ميوزك برينز (الإنجليزية)
- لوكونت دي ليسلي على موقع ميوزك برينز (الإنجليزية)
- لوكونت دي ليسلي على موقع ديسكوغز (الإنجليزية)